# نظام المدارس السكنية الكندية الهندية

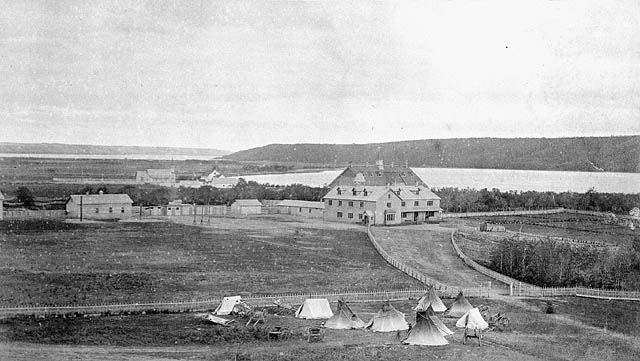
مدرسة Qu'Appelle الهندية الصناعية في ليبرت ، مقاطعة أسينيبويا ، كاليفورنيا. 1885

في كندا، نظام المدارس الداخلية للهنود كانت شبكة من المدارس الداخلية من أجل الشعوب الأصلية. تم تمويل الشبكة من قبل الحكومة الكندية قسم الشؤون الهندية وتدار من قبل الكنائس المسيحية.
تم إنشاء نظام المدرسة لغرض إزالة الأطفال من تأثير ثقافتهم واستيعابهم في الثقافة الكندية المهيمنة. على مدار أكثر من مائة عام من وجود النظام، تم وضع حوالي 30٪ من أطفال السكان الأصليين أو حوالي 150.000 من الأطفال في المدارس الداخلية على المستوى الوطني.: 2-3 يُقدَّر أن 6 آلاف شخص على الأقل من هؤلاء الطلاب لقوا حتفهم أثناء وجودهم.:2–3
يرجع أصل النظام إلى القوانين التي سُنَّت قبل الاتحاد الكونفدرالي، ولكنها كانت نشطة في المقام الأول من خلال تمرير القانون الهندي في عام 1876. وقد أدخل تعديل على القانون الهندي في عام 1884 في المدارس النهارية أو المدارس الصناعية أو المدارس السكنية إلزاميًا لأطفال الأمم الأولى. . بسبب الطبيعة النائية للعديد من المجتمعات، فإن مواقع المدارس تعني أن المدارس السكنية هي السبيل الوحيد للامتثال لبعض الأسر. كانت المدارس متواجدة عمداً على مسافات كبيرة من مجتمعات السكان الأصليين لتقليل الاتصال بين العائلات وأطفالها. جادل المفوض الهندي «هايتر ريد» للمدارس على مسافات أبعد من أجل تقليص الزيارات العائلية، وهو ما ظن أنه يعارض الجهود المبذولة لحضن أطفال السكان الأصليين. تم تقييد الزيارات الأبوية من خلال استخدام نظام التمرير المصمم لحصر السكان الأصليين في الاحتياطيات. آخر مدرسة سكنية تديرها الحكومة الفيدرالية أغلقت في عام 1996.
وأضر نظام المدارس السكنية بأطفال السكان الأصليين بدرجة كبيرة من خلال حرمانهم من أسرهم، وحرمانهم من لغات اجدادهم ، مما يعرض الكثير منهم إلى الإيذاء الجسدي والجنسي، وحرمانهم قسرا. بعد فصلهم عن عائلاتهم وثقافتهم وإجبارهم على التحدث باللغة الإنجليزية أو الفرنسية، غالبًا ما يتخرج الطلاب الذين يحضرون نظام المدارس الداخلية غير القادرين على الاندماج في مجتمعاتهم أو في المجتمع الكندي.. فإنه في نهاية المطاف أثبتت نجاحها في نقل الممارسات والمعتقدات الأصلية عبر الأجيال..ارتبط إرث النظام بزيادة انتشار ضغوط ما بعد الصدمة، إدمان الكحول، تعاطي المخدرات، الانتحار التي لا تزال قائمة داخل مجتمعات السكان الأصليين.
في11 يونيو، 2008, قدم رئيس الوزراء ستيفن هاربر اعتذارًا عامًا نيابة عن  حكومة كندا وقادة الأحزاب الفيدرالية الأخرى في مجلس العموم الكندي.قبل تسعة أيام تم تأسيس لجنة الحقيقة والمصالحة (TRC) للكشف عن الحقيقة حول المدارس. جمعت اللجنة بيانات من الناجين من المدارس السكنية من خلال اجتماعات عامة وخاصة في مختلف المناسبات المحلية والإقليمية والوطنية في جميع أنحاء كندا. احتفلت سبعة أحداث وطنية بين عامي 2008 و 2013 بتجربة تجربة الطلاب السابقين في المدارس الداخلية. في عام 2015، اختتمت لجنة الحقيقة والمصالحة إنشاء المركز الوطني للحقيقة والمصالحة، ونشر تقرير متعدد الأجزاء يشرح بالتفصيل شهادات الناجين والوثائق التاريخية من ذلك الوقت. ووجد تقرير لجنة الحقيقة والمصالحة أن النظام المدرسي يصل إلى حد الإبادة الثقافية. وقبل ذلك بأيام، أُنشئت لجنة الحقيقة والمصالحة للكشف عن الحقيقة حول المدارس. جمعت اللجنة بيانات من الناجين من المدارس السكنية من خلال اجتماعات عامة وخاصة في مختلف المناسبات المحلية والإقليمية والوطنية في جميع أنحاء كندا. احتفلت سبعة أحداث وطنية بين عامي 2008 و 2013 بتجربة تجربة الطلاب السابقين في المدارس الداخلية. في عام 2015، اختتمت لجنة الحقيقة والمصالحة إنشاء المركز الوطني للحقيقة والمصالحة، ونشر تقرير متعدد الأجزاء يشرح بالتفصيل شهادات الناجين والوثائق التاريخية من ذلك الوقت. ووجد تقرير لجنة الحقيقة والمصالحة أن النظام المدرسي يصل إلى حد الإبادة الثقافية.

## التاريخ

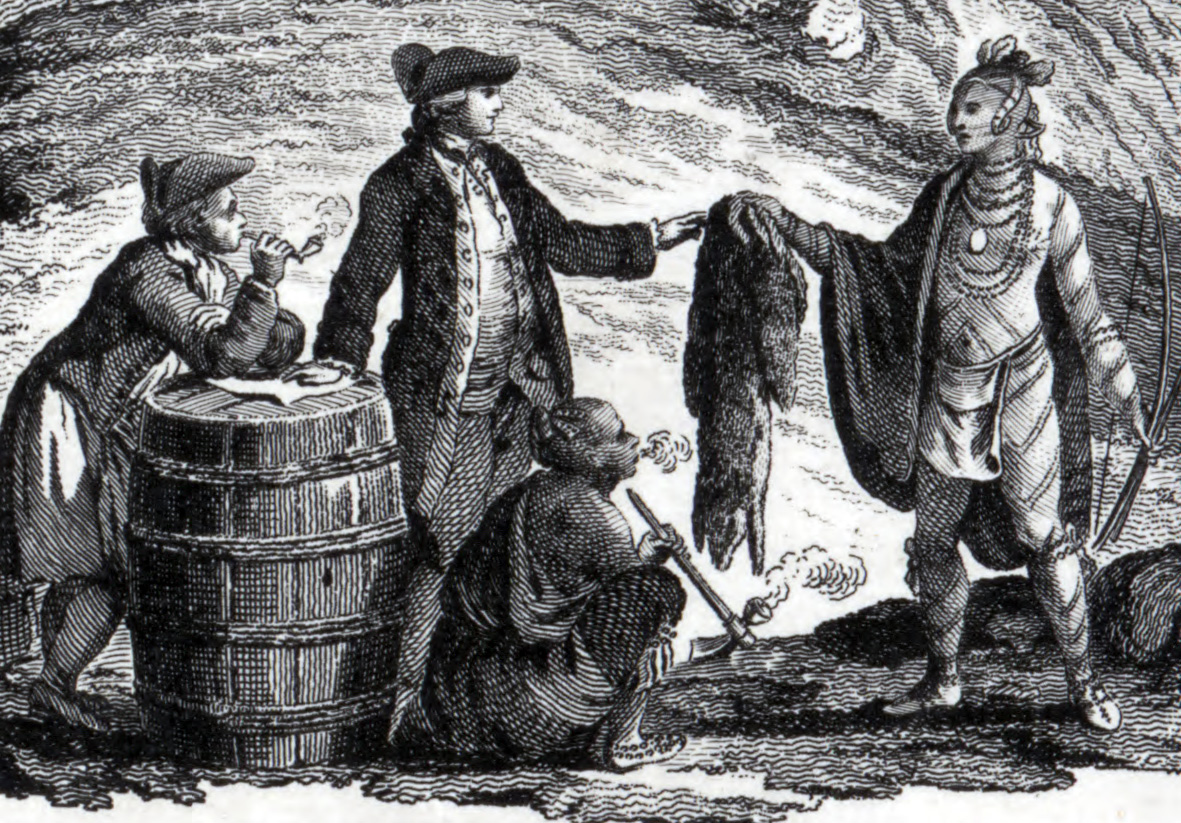
تجار الفراءفي ما هو الآن في كندا، التداول مع شخص من السكان الأصليين في 1777

محاولات استيعاب الشعوب الأصلية كانت متجذرة فياالاستعمارالامبراطورى والتي تركزت حول الأوروبي النظرة الثقافية ممارسة وفهم ملكية الأراضي على أساس مبدأ الاكتشاف.:47–50 كما هو موضح في الموجز التنفيذي للجنة الحقيقة والمصالحة ‏ في كندا (TRC) التقرير النهائي: «تكمن وراء هذه الحجج الاعتقاد أن المستعمرين كانوا يجلبون الحضارة إلى الناس المتوحشين الذين لا يستطيعون أبدًا أن يتحضّروا أنفسهم.. 'المهمة الحضارية' تقع على اعتقاد التفوق العنصري والثقافي.»:50
بدأت جهود الاستيعاب في وقت مبكر من القرن 17 مع وصول المستعمرين الفرنسيين في فرنسا الجديدة. كانت مقاومة من جانب مجتمعات السكان الأصليين الذين كانوا غير راغبين في ترك أطفالهم لفترات طويلة والذي جاء المنتسبين المبشرين مع الأمراض والأوبئة بين الشعوب الأصلية في الأمريكتين. تم التخلي عن إنشاء المدارس النهارية والداخلية من قبل مجموعات، بما في ذلك Récollets، اليسوعيين وفي مركز مدينة عشر ‏ إلى حد كبير في تسعينيات القرن التاسع عشر. الاستقرار السياسي والواقع الاستعماري في الحياة أيضا لعبت دورا في قرار وقف برامج التعليم. أدت الزيادة في الأطفال اليتامى والمعتقرين إلى الحد من موارد الكنيسة، واستفاد المستعمرون من العلاقات المواتية مع السكان الأصليين في كلمن تجارة الفراء والملاحقات العسكرية.Gourdeau، Claire. "Population – Religious Congregations". Virtual Museum of New France. Canadian Museum of History. تمت أرشفته من الأصل في July 8, 2016. اطلع عليه بتاريخ July 1, 2016.Gourdeau، Claire. "Population – Religious Congregations". Virtual Museum of New France. Canadian Museum of History. مؤرشف من الأصل في 2016-07-08. اطلع عليه بتاريخ 2016-07-01.Carney، Robert (1995). "Aboriginal Residential Schools Before Confederation: The Early Experience" (PDF). Historical Studies. ج. 61: 13–40. مؤرشف (PDF) من الأصل في 2016-08-14. اطلع عليه بتاريخ 2016-06-29.
بعد الفشل في استيعاب أطفال السكان الأصليين من قبل المبشرين المبكرين في القرن السابع عشر، لم يجرِّب المسؤولون الدينيون على نطاق واسع برامج تثقيفية حتى عام 1820، قبل إدخال العمليات التي وافقت عليها الدولة.  قبل إدخال العمليات التي وافقت عليها الدولة. ومن بين هذه المدارس مدرسة أنشأها جون ويست، مبشر إنجليكاني، مستعمرة النهر الأحمر ‏ في ما هو اليوم مانيتوبا.:50 مدرسة تبشيرية بروتستانتية افتتحت مدارس سكنية في منطقة الحالية  أونتاريو، نشر المسيحية والعمل على تشجيع الشعوب الأصلية إلى اعتماد الزراعة كوسيلة  لضمان عدم عودتهم إلى طرق حياتهم البدوية الأصلية عند التخرج.عند التخرج.

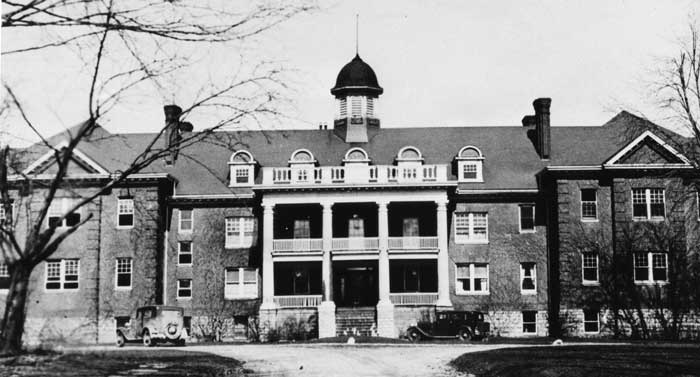
الموهوك معهد السكنية المدرسة، ca. 1932

 .على الرغم من أن العديد من هذه المدارس في وقت مبكر كانت مفتوحة لفترة قصيرة فقط، استمرت الجهود على الموهوك معهد السكنية المدرسة ‏، تعمل بشكل مستمر المدارس الداخلية في كندا، افتتح في عام 1834 على الدول الست الكبرى النهر ‏ بالقرب وبالتالي  أونتاريو. تدار من قبل الكنيسة الانجليكانية، افتتح المرفق كمعهد الميكانيكا، وهي مدرسة نهارية للبنين، في عام 1828، وأصبح مدرسة داخلية بعد أربع سنوات عندما قبلت لأول مرة على الحدود وبدأت قبول الطالبات. وظلت تعمل حتى 30 يونيو 1970.
تجدد الاهتمام في المدارس الداخلية في 1800s في وقت مبكر وقد تم ربط انخفاض العداء العسكرى الذي يواجهه المستوطنين البريطانيين، خاصة بعد حرب عام 1812. .مع الحد من التهديد بالغزو من قبل القوات الأمريكية، لم يعد يُنظر إلى مجتمعات السكان الأصليين كحلفاء بل كحواجز أمام التسوية الدائمة.وقد تم التأكيد على هذا المنظور من خلال نقل الشؤون مع مجتمعات السكان الأصليين من المسؤولين العسكريين، المطلعين على عاداتهم وأسلوب حياتهم ومتعاطفين معهم، إلى الممثلين المدنيين المعنيين فقط بالاستيطان الاستعماري الدائم.:3
ابتداءً من أواخر القرن التاسع عشر، شجعت إدارة الشؤون الهندية في الحكومة الكندية رسمياً نمو نظام المدارس السكنية كمكون قيّم في سياسة أوسع لدمج السكان الأصليين في في أوروبا-الكندي ‏ المجتمع. مسؤولة عن فصل الأطفال عن عائلاتهم ومجتمعاتهم، تم العثور على هذه العملية من قبل لجنة الحقيقة والمصالحة الإبادة الثقافية، استنتاج كرر كلمات المؤرخ جون إس. ميلوي، الذي جادل بأن هدف النظام كان "قتل الهندي في الطفل.:42 وبما أن النظام صُمم كبرنامج انغماسي، كان الأطفال في كثير من المدارس ممنوعة من لغاتهم الخاصة أو يعاقبون على معتقداتهم في بعض الأحيان، وفي بعض الأحيان يعاقبون على ذلك.وبما أن النظام صُمم كبرنامج انغماسي، كان الأطفال في كثير من المدارس ممنوعة من لغاتهم الخاصة أو يعاقبون على معتقداتهم في بعض الأحيان، وفي بعض الأحيان يعاقبون على ذلك.
كانت العديد من المدارس السكنية التي تديرها الحكومة تديرها كانئس من طوائف مختلفة، وتدار اغلبيتها من قبل الروم الكاثوليك. بين 1867 و 1939, عدد المدارس التي تعمل في وقت واحد بلغت ذروتها في 80 في عام 1931. من تلك المدارس، 44 تعمل من قبل الروم الكاثوليك؛ 21 تعمل من قبل كنيسة إنجلترا / الكنيسة الأنغليكانية كندا; 13 كانت تديرها الكنيسة المتحدة في كنداو 2 كانت تشغلها المشيخية.Miller، James Rodger (1996). Shingwauk's Vision: A History of Native Residential Schools. University of Toronto Press. ISBN:978-0-8020-7858-2. مؤرشف من الأصل في 2020-04-14. اطلع عليه بتاريخ 2017-05-01. نهج باستخدام إنشاء مرافق المدرسة التي أنشأها المبشرون كان يعمل من قبل الحكومة الاتحادية للشؤون الاقتصادية النفعية: قدمت الحكومة ومرافق الصيانة، في حين أن الكنائس توفير المعلمين الدرس الخاصة بهم-التخطيط. ونتيجة لذلك، فإن عدد المدارس في المذهب كان انعكاسا وجودهم في عامة السكان، ولكن بدلا من تركه العمل التبشيري.Dickason، Olive Patricia (1998). Canada's First Nations: A History of Founding Peoples from Earliest Times (الطبعة 2nd). Oxford University Press. صفحة 309. ISBN 0-19-541358-X.Dickason، Olive Patricia (1998). Canada's First Nations: A History of Founding Peoples from Earliest Times (ط. 2nd). Oxford University Press. ص. 309. ISBN:0-19-541358-X.استخدمت الحكومة الفيدرالية أسلوب استخدام المرافق المدرسية التي أنشأها المبشرون من أجل التبشير الاقتصادي: قامت الحكومة بتوفير التسهيلات والصيانة، في حين قدمت الكنائس المعلمين وتخطيط الدروس الخاص بهم.ونتيجة لذلك، كان عدد المدارس في كل فئة أقل انعكاسا لوجودها في عموم السكان، بل هو إرثهم في العمل التبشيري.

### Government involvement
على الرغم من أن التعليم في كندا وقدم اختصاص حكومات المقاطعات من قانون أمريكا الشمالية البريطانية الشعوب الأصلية والمعاهدات ضمن اختصاص الحكومة الاتحادية. كانت المدارس السكنية الممولة في إطار القانون الهندي ما كان ثم الاتحادية في وزارة الداخلية. الذي اعتمد في عام 1876 كما فعل لتعديل وتعزيز القوانين احترام الهنود ، توحيد جميع القوانين السابقة وضع المجتمعات الأصلية الأراضي المالية الاتحادية تحت السيطرة. كما أوضح الحقيقة والمصالحة، القانون «صنع الهنود تحت وصاية الدولة، يتمكنوا من التصويت في المحافظات أو الانتخابات الاتحادية أو إدخال المهن إذا لم يستسلم وضعهم، محدودة الحرية للمشاركة في الروحية والممارسات الثقافية».:110
The design of a federally-supported residential school system relied on the expert advice of several prominent Canadian and British statesmen. Sir Peregrine Maitland, a British soldier and colonial administrator, first proposed boarding schools in 1820, believing that civilizing Indigenous children, rather than adults, was the best way to influence cultural change. Residential schools focused on imparting industry and knowledge were proposed again in 1845 in a report that had been commissioned by Governor General Charles Bagot, entitled Report on the affairs of the Indians in Canada.:12–17 Referred to as the Bagot Report, it is seen as the foundational document for the federal residential school system. It was supported by James Bruce, 8th Earl of Elgin, who had been impressed by industrial schools in the الهند الغربية, and Egerton Ryerson, who was then the Chief Superintendent of Education in Upper Canada.:15
On May 26, 1847, Ryerson wrote a letter for George Vardon, Assistant Superintendent of Indian Affairs, asserting that "the North American Indian cannot be civilized or preserved in a state of civilization (including habits of industry and sobriety) except in connection with, if not by the influence of, not only religious instruction and sentiment but of religious feelings"."Egerton Ryerson, the Residential School System and Truth and Reconciliation" (PDF). Ryerson University. أغسطس 2010. مؤرشف (PDF) من الأصل في 2016-04-29. اطلع عليه بتاريخ 2016-06-28. He expressly recommended that Indigenous students be educated in a separate, denominational, English-only system with a focus on industrial training. This letter was published as an appendix to a larger report entitled Statistics Respecting Indian Schools.

zIn January 1879, Sir John A. Macdonald, Prime Minister of what was now Post-Confederation Canada, commissioned politician Nicholas Flood Davin to write a report regarding the industrial boarding-school system in the United States.:154 Now known as the Davin Report, the Report on Industrial Schools for Indians and Half-Breeds was submitted to Ottawa in March 14, 1879, and made the case for a cooperative approach between the Canadian government and the church to implement the "aggressive assimilation" pursued by President of the United States، Ulysses S. Grant.:1
Davin's report relied heavily on findings he acquired through consultations with government officials and representatives of the Five Civilized Tribes in Washington, D.C. and church officials in Winnipeg, Manitoba. He visited only one industrial day school, in Minnesota, before submitting his findings.:154–158 In his report Davin concluded that the best way to civilize Indigenous peoples was to start with children in a residential setting, away from their families, so that they could be "kept constantly within the circle of civilized conditions".:157:12
نتائج دافين مدعومة ب الحيوية-جاستن جراندين ‏، الذين شعروا أنه في حين كانت احتمالية التحضر للكبار منخفضة، كان هناك أمل عندما يتعلق الأمر بأطفال السكان الأصليين. وأوضح في رسالة إلى وزير الأشغال العامة هيكتور-لويس Langevin ‏ أن أفضل مسار للعمل من شأنها أن تجعل الأطفال «يعيشوا حياة مختلفة عن آبائهم وتسبب لهم أن ننسى العادات، العادات واللغة من أسلافهم».50 أكر (200,000 م2) في عام 1883 وافق البرلمان $43,000 لمدة ثلاثة المدارس الصناعية الأولى، باتلفورد الصناعية مدرسة ‏افتتحت في 1 ديسمبر من ذلك العام. بحلول عام 1900 كانت هناك 61 المدارس في العملية.:161
بدأت الحكومة شراء الكنيسة تشغيل المدارس الداخلية في 1920s. خلال هذه الفترة التكاليف الرأسمالية المرتبطة المدارس التي تعهدت بها الحكومة، وترك الإدارية والتعليمية واجبات مسؤولي الكنيسة. وكان الأمل أن التقليل من مرفق النفقات من شأنها أن تسمح الكنيسة المسؤولين لتوفير أعلى جودة التعليم ودعم الطلاب في العناية بهم. على الرغم من أن الحكومة على استعداد، ولم الشراء المدارس من الكنائس كثيرة تم الحصول عليها مجانا بالنظر إلى أن تفشي حالة سيئة موجودة في المباني أسفر عن عدم وجود قيمة اقتصادية. المدارس ظلت تحتفظ بها الكنائس في الحالات حيث أنها فشلت في التوصل إلى اتفاق مع المسؤولين في الحكومة على أساس أن الحكومة ستقدم الدعم تكاليف رأس المال. فهم في نهاية المطاف ثبت تعقيدا بسبب عدم وجود اتفاقات مكتوبة تحدد مدى وطبيعة هذا الدعم أو الموافقات المطلوبة لإجراء تكلفة التجديدات والإصلاحات.الانشغال بالضرب في العشرينيات. خلال هذه الفترة التكاليف الرأسمالية العلاقة المدرسية التي تعهدت بها الحكومة، وتركالإمارات العربية المتحدة. وقد كان هذا التقسيم من المعهد في التعليم العالي. على أنها من الولايات المتحدة الأمريكية، على سبيل المثال لا الحصر. المدارس الموحدة تحتفظ بها في الولايات المتحدة الأمريكية. وقد تم في نهاية المطاف الإبلاغ عن أي عملية إحصاء أو نقصان.:240
من 1930s كان معترف بها من قبل المسؤولين في الحكومة أن نظام المدارس الداخلية كان مستدامة ماليا والفشل في تحقيق الهدف المنشود من التدريب واستيعاب أطفال الشعوب الأصلية في أوروبا-المجتمع الكندي. روبرت هويالمشرفة من الرعاية والتدريب في الشؤون الهندية، بدلا من التوسع في المدارس الجديدة، مشيرا في عام 1936 أن «لبناء المؤسسات التعليمية وخاصة المدارس الداخلية، في حين أن الأموال التي في حوزتنا غير كافية للحفاظ على المدارس التي اقيمت بالفعل في حالة سليمة من إصلاح هو لي جدا غير السليمة وممارسة من الصعب تبرير».:3 اواقترح توسيع المدارس النهارية، وهو نهج لتعليم أطفال السكان الأصليين يواصل متابعته بعد ترقيته إلى مدير فرع الرعاية والتدريب في عام 1945. وقد قوبلت الكنيسة الموحدة والكنيسة الأنجليكانية بمقاومة الاقتراح. Oblates مريم الطاهرة، الذي يعتقد أن الحل لفشل النظام لم يكن إعادة الهيكلة ولكن تكثيف.
بين عامي 1945 و 1955، ارتفع عدد المدارس النهارية التي تديرها الشؤون الهندية من 9,532 إلى 17,947. واقترن النمو في المدارس النهارية بتعديل للقانون الهندي في عام 1951 سمح للمسؤولين الاتحاديين بإبرام اتفاقات مع حكومات المقاطعات والأقاليم ومجالس المدارس فيما يتعلق بتعليم طلاب السكان الأصليين في نظام المدارس العامة. كانت هذه التغييرات مؤشرا على تحول الحكومة في السياسة من التعليم القائم على الاستيعاب في المدارس الداخلية إلى دمج طلاب السكان الأصليين في المدارس العامة.:71 كان يعتقد أن أطفال الشعوب الأصلية تلقي تعليم أفضل نتيجة التحول إلى نظام المدارس العامة.
على الرغم من التحول في السياسة من الاستيعاب التربوي إلى التكامل، استمر إبعاد أطفال السكان الأصليين من أسرهم من قبل مسؤولي الدولة خلال معظم الستينيات والسبعينيات .كانت عمليات الإزالة نتيجة لإضافة عام 1951 للمادة 8 ‏8 من القانون الهندي، مما سمح بتطبيق قوانين المحافظات على السكان الأصليين الذين يعيشون على الاحتياطيات في الحالات التي لا توجد فيها قوانين اتحادية. شمل التغيير رصد حماية الطفل. مع عدم وجود حاجة للتدريب المتخصص فيما يتعلق بتقاليد أو أنماط حياة المجتمعات التي دخلوها، قام المسؤولون الإقليميون بتقييم رفاه أطفال السكان الأصليين على أساس القيم الأوروبية الكندية التي، على سبيل المثال، تعتبر حمية تقليدية من الأسماك والأسماك والتوت غير كافية وأسباب لاتخاذ الأطفال في الحجز. وقد أدت هذه الفترة إلى الإزالة الواسعة النطاق لأطفال السكان الأصليين من مجتمعاتهم التقليدية، التي أطلق عليها في بادئ الأمر الستينيات سكوب من باتريك جونستون، مؤلف تقرير الأطفال الأصليين لعام 1983 ونظام رعاية الطفل. وكثيرًا ما يتم أخذ هؤلاء الأطفال دون موافقة والديهم أو شيوخ المجتمع، حيث يتم وضع بعض الأطفال في مرافق رعاية الأطفال التي تديرها الدولة، ويتم تشغيلها بشكل متزايد في المدارس السكنية السابقة، بينما تم تربيت الآخرين أو تم تبنيهم لاعتمادهم في الغالب من قبل العائلات غير الأصلية في جميع أنحاء كندا والولايات المتحدة الامريكانية. في حين تقدر الشُعبة الهندية والشمالية أنه تم تبني 11,132 طفلًا بين عامي 1960 و 1990، فإن العدد الفعلي قد يصل إلى 20.000 طفل.
في عام 1969، بعد سنوات من تقاسم السلطة مع الكنائس، سيطر مطار الدوحة الدولي فقط على نظام المدارس السكنية . آخر مدرسة سكنية تديرها الحكومة الكندية، مدرسة جوردون الهندية السكنية في ساسكاتشوان، أغلقت في عام 1996. تشير التقديرات إلى أن عدد المدارس السكنية بلغ ذروته في أوائل 1930s مع 80 مدرسة وأكثر من 17000 طالب مسجلين. ويعتقد أن حوالي 150,000 طفل قد التحقوا بمدرسة سكنية على مدار وجود النظام.

### مقاومة الوالدين والحضور الإجباري
قاوم أهالي وأسر أطفال السكان الأصليين النظام المدرسي السكني طوال فترة وجوده. تم إبقاء الأطفال في المدارس، وفي بعض الحالات، تم إخفاؤهم من المسؤولين الحكوميين المكلفين بتجميع الأطفال في المحميات. دافع الآباء بانتظام عن زيادة التمويل للمدارس، بما في ذلك زيادة المدارس النهارية ذات الموقع المركزي لتحسين الوصول إلى أطفالهم، وقدم طلبات متكررة لإدخال تحسينات على جودة التعليم، والغذاء، والملابس التي يتم توفيرها في المدارس. وغالبًا ما تم رفض الطلبات للحصول على إجابات بخصوص ادعاءات سوء المعاملة على أنها حيلة من قبل الآباء الذين يسعون إلى إبقاء أطفالهم في منازلهم، مع وضع المسؤولين الحكوميين والمدرسين كأولئك الذين يعرفون أفضل.
1. ↑  وصلة مرجع: https://www.thecanadianencyclopedia.ca/en/article/government-apology-to-former-students-of-indian-residential-schools.
2. ↑  وصلة مرجع: https://time.com/6200213/pope-apology-canada-history-indigenous-communities/. الاقتباس: In 2015, Canada’s Truth and Reconciliation Commission (TRC) issued a report documenting how the nation’s policy toward Indigenous peoples amounted to “cultural genocide” through its attempts to eliminate Indigenous governments, ignore Indigenous rights and “through a process of assimilation, cause Aboriginal peoples to cease to exist as distinct legal, social, cultural, religious, and racial entities in Canada.” The report noted that a key way in which the Canadian government executed this policy was through residential schools, which more than 150,000 children have attended since the late 19th century. The Catholic church operated about 70% of residential schools in Canada, before the government took control of them in 1969. The last residential school shut in the 1990s.. منشور في: تايم.
3. ↑  "14.12 Elimination of Racial and Ethnic Stereotyping, Identification of Groups". Translation Bureau (بالإنجليزية). Public Works and Government Services Canada. 2017. Archived from the original on 2019-04-01. Retrieved 2017-04-30.
4. ↑  McKay، Celeste (أبريل 2015). "Briefing Note on Terminology". University of Manitoba. مؤرشف من الأصل في 2016-10-25. اطلع عليه بتاريخ 2017-04-30.
5. ↑  Gourdeau، Claire. "Population – Religious Congregations". Virtual Museum of New France. Canadian Museum of History. مؤرشف من الأصل في 2016-07-08. اطلع عليه بتاريخ 2016-07-01.
6. ↑  White، Jerry P.؛ Peters، Julie (2009). "A Short History of Aboriginal Education in Canada". في White، Jerry P.؛ Peters، Julie؛ Beavon، Dan؛ Spence، Nicholas (المحررون). Aboriginal education: current crisis and future alternatives (PDF). Thompson Educational Pub. ISBN:978-1-55077-185-5. مؤرشف من الأصل (PDF) في October 3, 2016. اطلع عليه بتاريخ أغسطس 2020. {{استشهاد بكتاب}}: تحقق من التاريخ في: |تاريخ الوصول= (مساعدة)
7. ↑  Carney، Robert (1995). "Aboriginal Residential Schools Before Confederation: The Early Experience" (PDF). Historical Studies. ج. 61: 13–40. مؤرشف (PDF) من الأصل في 2016-08-14. اطلع عليه بتاريخ 2016-06-29.
8. ↑  "A timeline of residential schools, the Truth and Reconciliation Commission" (بالإنجليزية). CBC News. 16 May 2008. Archived from the original on 2016-09-16. Retrieved 2016-09-05.
9. ↑  Milloy، John S. (1999). A National Crime: The Canadian Government and the Residential School System 1879–1986. University of Manitoba Press. ISBN:0-88755-646-9. مؤرشف من الأصل في 2019-12-18.
10. ↑  "The Mohawk Institute — Brantford, ON". Anglican Church of Canada. 23 سبتمبر 2008. مؤرشف من الأصل في 2016-11-14. اطلع عليه بتاريخ 2017-05-05.
11. ↑  Wilson، J. Donald (1986). "'No blanket to be worn in school': The education of Indians in nineteenth-century Ontario". في Barman، Jean؛ Hébert، Yvonne؛ McCaskill، Don (المحررون). Indian Education in Canada, Volume 1: The Legacy. University of British Columbia Press. ISBN:978-0-7748-5313-2. مؤرشف من الأصل في 2020-01-27. {{استشهاد بكتاب}}: الوسيط غير المعروف |editor1link= تم تجاهله يقترح استخدام |editor-link1= (مساعدة)
12. ↑  Gordon، Catherine E.؛ White، Jerry P. (يونيو 2014). "Indigenous Educational Attainment in Canada". International Indigenous Policy Journal. ج. 5 ع. 3. DOI:10.18584/iipj.2014.5.3.6. مؤرشف من الأصل في 2015-11-30. اطلع عليه بتاريخ 2016-06-27.
13. ↑  "The Residential School System". Indigenous Foundations. UBC First Nations and Indigenous Studies. مؤرشف من الأصل في 2018-10-07. اطلع عليه بتاريخ 2017-04-14.
14. ↑  Luxen، Micah (24 يونيو 2016). "Survivors of Canada's 'cultural genocide' still healing". BBC. مؤرشف من الأصل في 2016-07-25. اطلع عليه بتاريخ 2016-06-28.
15. ↑  Dickason، Olive Patricia  [لغات أخرى]‏ (1998). Canada's First Nations: A History of Founding Peoples from Earliest Times (الطبعة 2nd). Oxford University Press. صفحة 309. ISBN 0-19-541358-X.Dickason، Olive Patricia (1998). Canada's First Nations: A History of Founding Peoples from Earliest Times (ط. 2nd). Oxford University Press. ص. 309. ISBN:0-19-541358-X.
16. ↑  Rawson W. Rawson؛ John Davidson؛ William Hepburn (20 مارس 1845). Reports/Bagot report.pdf "Report on the affairs of the Indians in Canada, laid before the Legislative Assembly, 20th March, 1845" (PDF). National Centre for Truth and Reconciliation. [not identified]. مؤرشف من الأصل (PDF) في 2016-09-28. اطلع عليه بتاريخ 2016-07-12. {{استشهاد ويب}}: تحقق من قيمة |مسار أرشيف= (مساعدة)
17. ↑  "Egerton Ryerson, the Residential School System and Truth and Reconciliation" (PDF). Ryerson University. أغسطس 2010. مؤرشف (PDF) من الأصل في 2016-04-29. اطلع عليه بتاريخ 2016-06-28.
18. ↑  Ryerson، Egerton (1847). Reports/Ryerson Report.pdf "Statistics Respecting Residential Schools, Appendix A: Report by Dr Ryerson on Industrial Schools" (PDF). National Centre for Truth and Reconciliation (Letter to George Vardon, Assistant Superintendent of Indian Affairs). Indian Affairs. مؤرشف من الأصل (PDF) في 2017-03-05. اطلع عليه بتاريخ 2016-06-28. {{استشهاد ويب}}: تحقق من قيمة |مسار أرشيف= (مساعدة)
19. ↑   (Report). {{استشهاد بتقرير}}: الوسيط |title= غير موجود أو فارغ (مساعدة)
20. ↑  Henderson، Jennifer؛ Wakeham، Pauline، المحررون (2013). "Appendix A: Aboriginal Peoples and Residential Schools". Reconciling Canada: Critical Perspectives on the Culture of Redress. University of Toronto Press. ISBN:978-1-4426-1168-9. مؤرشف من الأصل في 2019-12-18. اطلع عليه بتاريخ 2017-05-05.
21. ↑  Hanson، Erin. "Sixties Scoop". Indigenous Foundations. UBC First Nations and Indigenous Studies. مؤرشف من الأصل في 2018-10-10. اطلع عليه بتاريخ 2017-03-25.

في عام 1884، جعلت التعديلات التي أدخلت على القانون الهندي الحضور المدرسي إلزاميا لأطفال السكان الأصليين الذين تتراوح أعمارهم بين 7 و 16 سنة. وشملت التغييرات سلسلة من الاستثناءات فيما يتعلق بالموقع المدرسي، وصحة الأطفال واستكمالهم للامتحانات المدرسية السابقة.تم تغييره إلى الأطفال الذين تتراوح أعمارهم بين 6 سنوات و 15 سنة في عام 1908.  تطبيق إدخال الحضور الإلزامي كان نتيجة لضغط من ممثلي التبشيرية. وباعتمادهم على حصص الالتحاق بالطلاب لتأمين التمويل، كانوا يكافحون لجذب الطلاب الجدد بسبب الظروف المدرسية المتدهورة على نحو متزايد.
وانتهى الحضور الإلزامي في عام 1948، في أعقاب تقرير عام 1947 للجنة المشتركة الخاصة والتعديل اللاحق على القانون الهندي. كان المسؤولون الحكوميون قادرين على التأثير على حضور الطلاب. وينص قانون الإعانات الأسرية في عام 1945 على أن الأطفال في سن المدرسة يجب أن يلتحقوا بالمدرسة للعائلات للتأهل للحصول على «مكافأة الطفل»، مما يزيد من إكراه الوالدين الأصليين على حضور أطفالهم إلى المدارس الداخلية.

## شروط

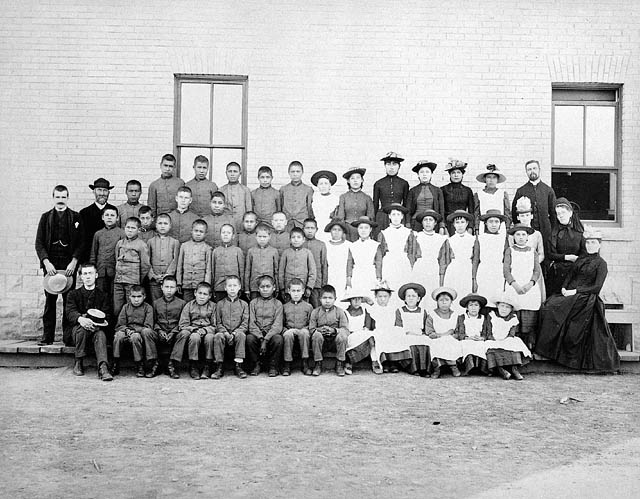
سانت بول الهندي الصناعية المدرسة ، Middle church ، مانيتوبا ، 1901

تواجه الطلاب في نظام المدارس الداخلية العديد من التجاوزات من قبل المعلمين والإداريين، بما في ذلك العنف الجنسي والاعتداء الجسدي. عانوا من سوء التغذية والانضباط القاسي ما كان يمكن تحمله في أي نظام مدرسي آخر. العقاب البدني غالبا ما يبرر الاعتقاد بأن ذلك هو السبيل الوحيد   لإنقاذ الأرواح، أو تحريض المتوحشين، أو معاقبة وترحيل الهاربين - الذين تصبح إصاباتهم أو موتهم في جهودهم للعودة إلى ديارهم مسؤولية قانونية للمدرسة. ادي الاكتظاظ وسوء الصرف الصحي، وعدم كفاية التدفئة، ونقص الرعاية الطبية إلى ارتفاع معدلات الأنفلونزا مرض السل؛ في مدرسة واحدة، بلغ معدل الوفيات إلى 69%.أدت السياسات الفيدرالية التي ربطت التمويل بأعداد التسجيل إلى تسجيل الأطفال المرضى من أجل زيادة أعدادهم، وبالتالي إدخال المرض ونشره .تفاقمت مشكلة الأطفال غير الصحيين بسبب ظروف المدارس نفسها - الاكتظاظ وسوء التهوية، ونوعية المياه وأنظمة الصرف الصحي..:83–89
حتى أواخر 1950s،
عندما تحولت الحكومة الفيدرالية إلى نموذج لتكامل المدارس النهارية، كانت المدارس السكنية تعاني من نقص حاد في التمويل، وكثيراً ما اعتمدت على العمل القسري لطلابها للحفاظ على منشآتها، على الرغم من أنها قدمت كتدريب على مهارات الحرفيين.ا. كان العمل شاقًا وعرّضًا للخطر التطور الأكاديمي والاجتماعي للطلاب.. واستُخرجت الكتب المدرسية والكتب المدرسية بشكل رئيسي من المناهج الدراسية للمدارس العامة التي تمولها المقاطعات للطلاب غير المنحدرين من السكان الأصليين، وكثيراً ما كان المدرسون في المدارس الداخلية غير مدربين أو معدّين بشكل جيد.خلال هذه الفترة نفسها، الحكومة الكندية العلماء يؤديها الغذائية الاختبارات على طلاب علم أبقى بعض الطلاب يعانون من سوء التغذية بمثابة عينة السيطرة.
تم نشر تفاصيل سوء معاملة الطلاب مرات عديدة طوال القرن العشرين من قبل المسؤولين الحكوميين، والإبلاغ عن حالة المدارس، وعن طريق الدعاوى المدنية التي قدمها الناجون الذين يطلبون التعويض عن الإساءات التي تعرضوا لها. تم تسليط الضوء على ظروف وتأثيرات المدارس السكنية في الثقافة الشعبية في وقت مبكر من عام 1967 مع مع نشر «الموت الوحيد لـ»
شاني ونجاك" بواسطةإيان آدمز في جناح ماكلين وهنود كندا  في Expo 67". في 1990s ، كشفت تحقيقات ومذكرات طلاب سابقين أن العديد من الطلاب في المدارس الداخلية تعرضوا لاعتداء جسدي، نفسي، واعتداء جنسي شديد من قبل موظفي المدرسة والطلاب الأكبر سنا .وكان من  بين الطلاب السابقين عليه المضي قدما فيل فونتين، ثم الرئيس الكبير لجمعية رؤساء مانيتوبا  الذي في تشرين الأول / أكتوبر 1990، ناقش علانية إساءة المعاملة التي تعرض لها هو وآخرون أثناء حضوره مدرسة الحصن السكندري الهندية:129–130
 بعد إغلاق الحكومة لمعظم المدارس في1960s ، أدى عمل الناشطين والمؤرخين من السكان الأصليين إلى زيادة وعي الجمهور بالضرر الذي تسببت فيه المدارس، فضلاً عن اعتذار الحكومة  والاعتذارات الرسمية للحكومة والكنائس، والتسوية القانونية. وقد تحققت هذه المكاسب من خلال التنظيم المستمر والدعوة من قبل مجتمعات السكان الأصليين لفت الانتباه إلى إرث نظام المدارس الداخلية من الإساءة، بما في ذلك مشاركتهم في جلسات الاستماع الخاصة باللجنة الملكية المعنية بالشعوب الاصلية :551–554

### تعليمات النمط والنتائج

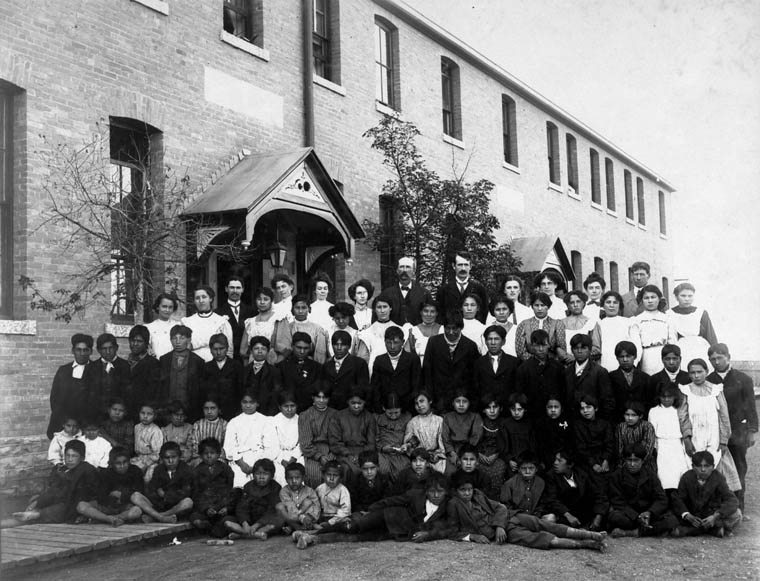
السكنية المدرسة مجموعة صورة, Regina, Saskatchewan, 1908

تم ترسيخ التعليمات المقدمة للطلاب في النهج المؤسسي والأوروبي للتعليم. اختلفت بشكل كبير من تربية الطفل في المعارف التقليدية الأنظمة التي تعتمد بشكل عام على 'اسمع، استمع وتعلم' النماذج. على عكس العقاب البدني وفقدان الامتيازات التي ميزت النظام المدرسي التقليدي مناهج التعليم لصالح التوجيه الإيجابي نحو السلوك المطلوب من خلال استخدام لعبة اللعب القائمة على القصة والرسمية طقوس الاحتفالات.:15–21 أثناء وجوده في المدرسة، لم يكن الكثير من الأطفال على اتصال بأسرهم لمدة تصل إلى 10 أشهر في كل مرة بسبب المسافة بين مجتمعاتهم المحلية والمدارس، وفي بعض الحالات لم يكن لديهم اتصال بالسنوات. تم تعزيز تأثير الانفصال عن عائلاتهم من قبل الطلاب الذين تم تثبيطهم أو منعهم من التحدث بلغات الشع[]وب الأصلية، بحيث يتم تعلم اللغة الإنجليزية أو الفرنسية وتنسى لغاتهم الخاصة. في بعض المدارس، كانوا عرضة للعنف الجسدي للتحدث بلغاتهم الخاصة أو لممارسة المعتقدات غير المسيحية.
 تعمل معظم المدارس بهدف تزويد الطلاب بالتدريب المهني والمهارات الاجتماعية المطلوبة للحصول على عمل والاندماج في المجتمع الكندي بعد التخرج. في الواقع، كانت هذه الأهداف ضعيفة وغير متسقة. لم يتمكن العديد من الخريجين من الحصول على وظيفة بسبب ضعف التدريب التعليمي. كانت العودة إلى الوطن تحديا متساويا بسبب عدم إلمامهم بثقافتهم، وفي بعض الحالات، عدم القدرة على التواصل مع أفراد العائلة باستخدام لغتهم التقليدية. فبدلاً من التحصيل الفكري والتقدم، كان المظهر واللباس الجسدي غالبًا، مثل مظهر الطبقة الوسطى، أو المراهقين الحضريين، أو الترويج لأخلاقيات مسيحية، التي استخدمت كدليل على الاستيعاب الناجح. لم يكن هناك أي مؤشر على أن الحاضرين في المدارس حققوا نجاحًا ماليًا أكبر من أولئك الذين لم يلتحقوا بالمدرسة. بصفته أب تلميذ ذهب إلى مدرسة باتلفورد الصناعية، في ساسكاتشوان، أوضح لمدة خمس سنوات: "لا يستطيع القراءة أو التحدث أو الكتابة باللغة الإنجليزية ، فقد كُرس كل وقته تقريباً للرعي ورعاية الماشية بدلاً من تعلم التجارة أو مثل هذا العمل الذي يمكنه الحصول عليه في المنزل. :164–172, 194–199 

## معدلات وفيات

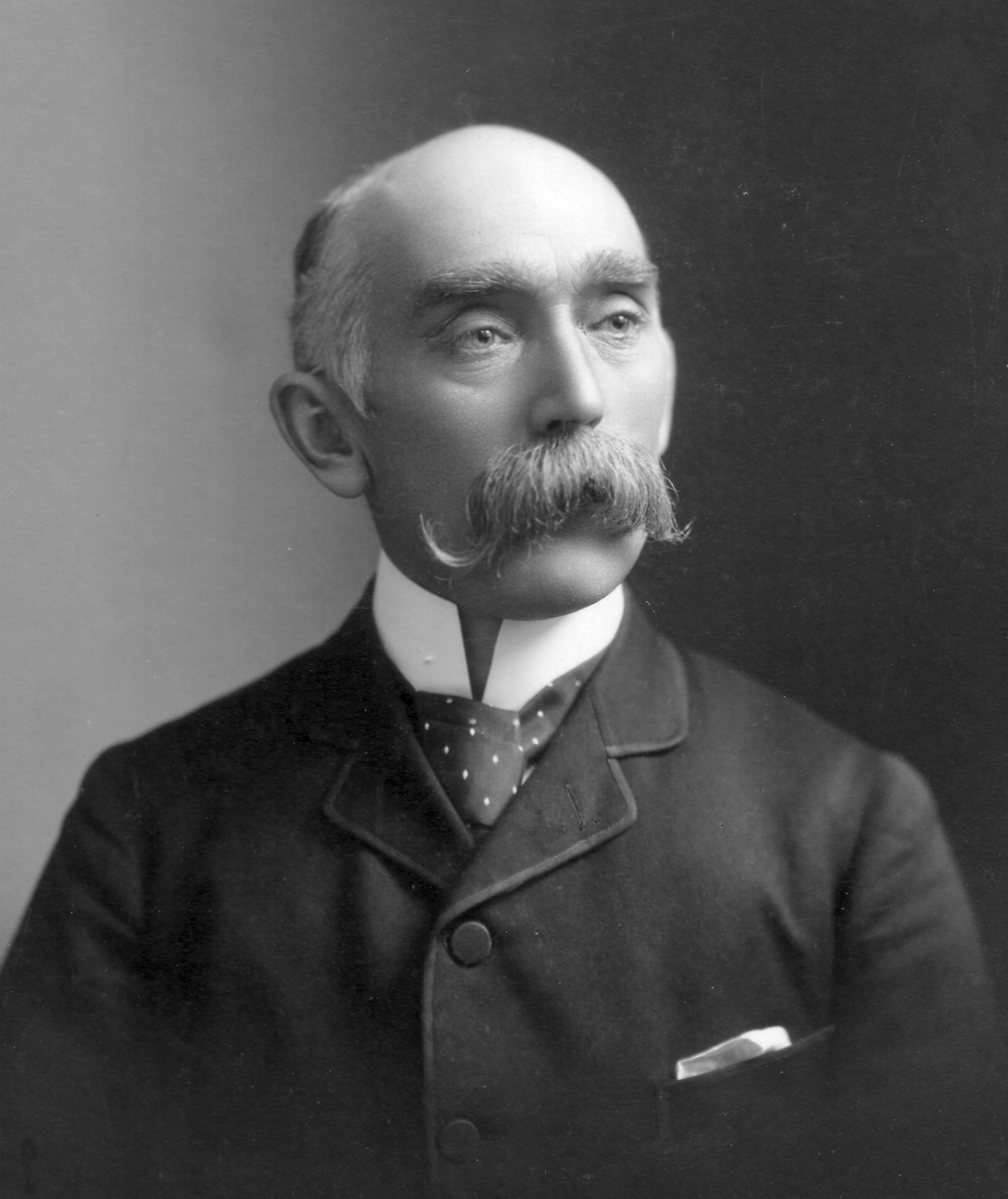
رئيس الشؤون الطبية بيتر برايس (1890)

كانت الوفيات في المدارس السكنية شائعة وقد ارتبطت باستمرارية المرافق سيئة البناء والمحافظة عليها.Partridge، Cheryle (2010). "Residential Schools: The Intergenerational Impacts on Aboriginal Peoples" (PDF). Native Social Work Journal. ج. 7: 33–62. مؤرشف من الأصل (PDF) في 2017-09-18. اطلع عليه بتاريخ 2017-05-01.
1906 التقرير السنوي لوزارة الشؤون الهندية ، المقدمة من قبل المسؤول الطبي بيتر برايس، سلط الضوء على أن «السكان الهنود في كندا لديهم معدل وفيات أكثر من ضعف عدد السكان ، وفي بعض المقاطعات أكثر من ثلاث مرات».:97–98:275 ومن بين قائمة الأسباب التي أشار إليها مرض السل والدور الذي تلعبه المدارس السكنية في انتشار المرض عن طريق سوء التهوية والفحص الطبي.Titley، E. Brian. "Reed, Hayter". Dictionary of Canadian Biography. University of Toronto/Université Laval. مؤرشف من الأصل في 2016-11-28. اطلع عليه بتاريخ 2016-11-27.:275–276
في عام 1909، ذكرت برايس أنه بين 1894 و 1908، تراوحت معدلات الوفيات في بعض المدارس السكنية في غرب كندا بين 30 ٪ إلى 60 ٪ على مدى خمس سنوات (أي بعد مرور خمس سنوات على الدخول ، توفي 30 ٪ إلى 60 ٪ من الطلاب ، أو 6-12 ٪ سنويا). لم تصبح هذه الإحصائيات عامة حتى عام 1922، عندما نشر برايس ، الذي لم يعد يعمل لدى الحكومة ، قصة جريمة وطنية: كونها سجلاً للأوضاع الصحية للهنود الكنديين من عام 1904 إلى عام 1921. وعلى وجه الخصوص ، زعم أنه كان بالإمكان تجنب ارتفاع معدلات الوفيات إذا لم يتعرض الأطفال الأصحاء للأطفال المصابين بالسل. ففي ذلك الوقت ، لم يتم تحديد أي مضاد حيوي لعلاج المرض ، مما أدى إلى تفاقم تأثير المرض.الستربتومايسين، أول علاج فعال ، لم يتم عرضه حتى عام 1943.:381

في عام 1920 و 1922, ريجينا الطبيب F. A. كوربيت كلف بزيارة المدارس في غرب البلاد ، وجدت نتائج مماثلة لتلك التي ذكرت من قبل برايس. في Ermineskin المدرسة في هوبيما, ألبرتا ‏، وجد 50% من الأطفال مصابين بالسل.:98 في Sarcee مدرسة داخلية بالقرب من كالغاري، وأشار إلى أن جميع الطلاب البالغ عددهم 33 طالباً "أقل بكثير من مستوى مقبول من الصحة" و "أربعة أشخاص أصيبوا بالسل".".:99.وفي أحد الفصول الدراسية ، وجد 16 طفلاً مريضاً ، كثيرون قرب الموت ، كانوا يُجبرون على الجلوس من خلال الدروس.Deachman، Bruce (August 14, 2015). "Beechwood ceremony to honour medical officer's tenacity". Ottawa Citizen. تمت أرشفته من الأصل في September 15, 2016. اطلع عليه بتاريخ September 5, 2016.Deachman، Bruce (14 أغسطس 2015). "Beechwood ceremony to honour medical officer's tenacity". Ottawa Citizen. مؤرشف من الأصل في 2016-09-15. اطلع عليه بتاريخ 2016-09-05.

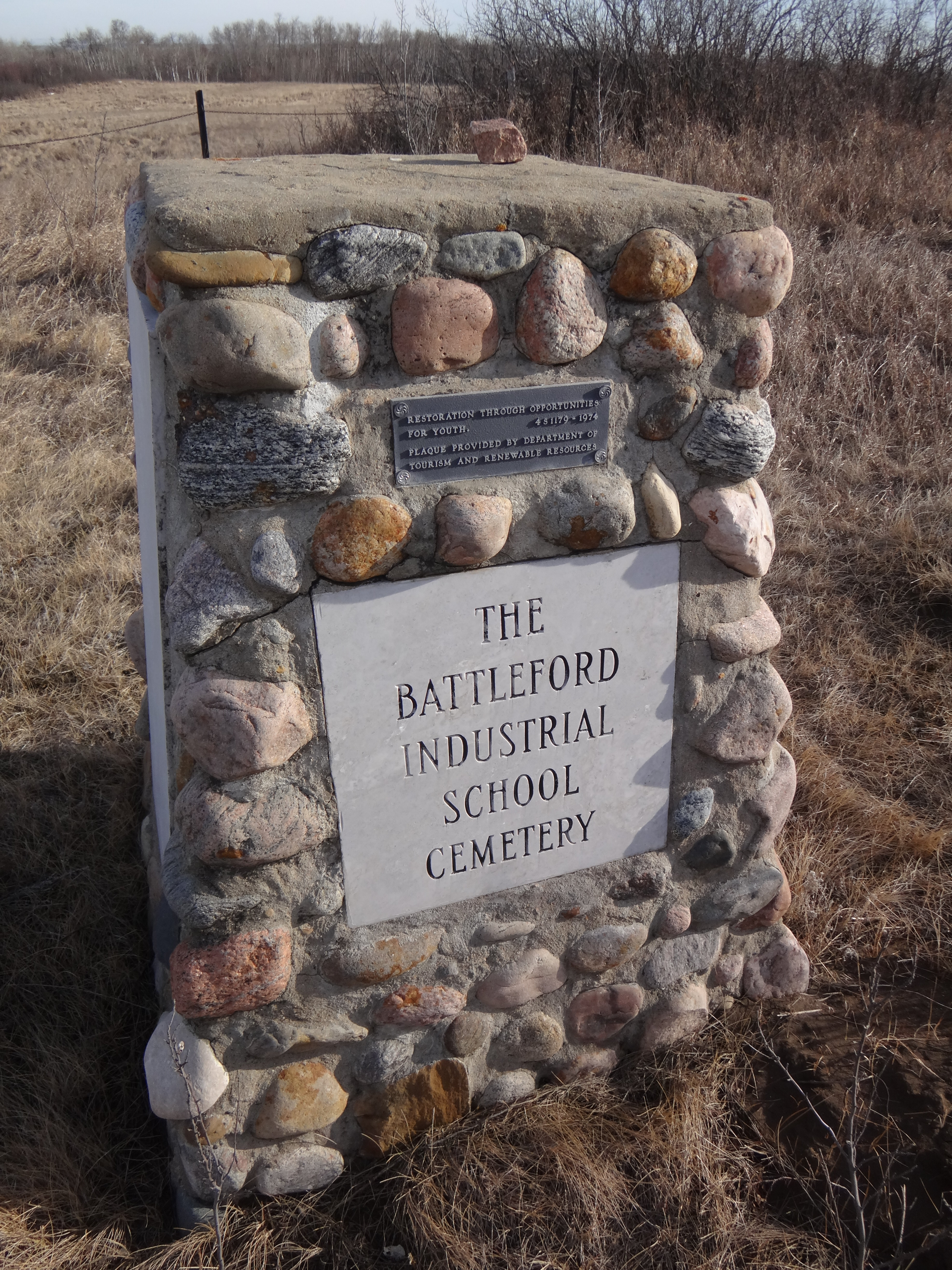
العلامة التي اقيمت في عام 1975 بمناسبة باتلفورد الصناعية المدرسة مقبرة

في عام 2011، مما يعكس في الحقيقة والمصالحة البحوث والعدالة موراي سينكلير قال تورنتو ستار: «الأطفال المفقودين—هذا هو مفاجأة كبيرة بالنسبة لي ... أن هذه الأعداد الكبيرة من الأطفال ماتوا في المدارس. أن المعلومات وفاتهم لم يبلغ العودة إلى أسرهم».

### الأطفال المفقودين وقبور مجهولة
وخلصت لجنة الحقيقة والمصالحة إلى أنه قد يكون من المستحيل تحديد عدد الوفيات أو الأطفال المفقودين ، ويرجع ذلك في جزء منه إلى عادة دفن الطلاب في مقابر غير مميزة. ويزيد العمل تعقيدا بسبب نمط من سوء الاحتفاظ بالسجلات من قبل المدرسة والمسؤولين الحكوميين ، الذين أهملوا الاحتفاظ بأرقام موثوق بها عن عدد الأطفال الذين ماتوا أو حيث دفنوا. في حين أن معظم المدارس لديها مدافن في الموقع ، لا يزال من الصعب تحديد موقعها ومداها حيث تم اكتشاف أن المقابر التي تم تحديدها في الأصل قد تم تدميرها في وقت لاحق ، أو تم إخفاؤها عن قصد أو بناءها.
تم تطوير المجلد الرابع من التقرير النهائي للجنة الحقيقة والمصالحة ، المخصص للأطفال المفقودين والمدافن غير المميزة ، بعد أن أدرك أعضاء لجنة الحقيقة والمصالحة الأصليين ، في عام 2007، أن القضية تتطلب مجموعة العمل الخاصة بها. في عام 2009، طلبت لجنة الحقيقة والمصالحة مبلغ 1.5 مليون دولار كتمويل إضافي من الحكومة الفيدرالية لاستكمال هذا العمل ، ولكن تم رفضه.واستنتج الباحثون ، بعد البحث في الأراضي بالقرب من المدارس باستخدام صور وخرائط القمر الصناعي ، إلى أنه «في معظم الحالات ، تم التخلي عن المقابر التي وثقتها اللجنة ، وتعطلها ، وعرضة للاضطرابات العارضة».

## الحكم الذاتي وإغلاق المدرسة
عندما قامت الحكومة بتنقيح القانون الهندي في 1940s و 1950s ، بعض العصابات ، جنبا إلى جنب مع المنظمات الوطنية للشعوب الأصلية ، أرادوا الحفاظ على المدارس في مجتمعاتهم. تضمنت الدوافع لدعم المدارس دورها كخدمة اجتماعية في المجتمعات التي تعاني من الأعطال العائلية الواسعة ؛ أهمية المدارس كأرباب عمل ؛ وعدم كفاية الفرص المتاحة للأطفال لتلقي التعليم.

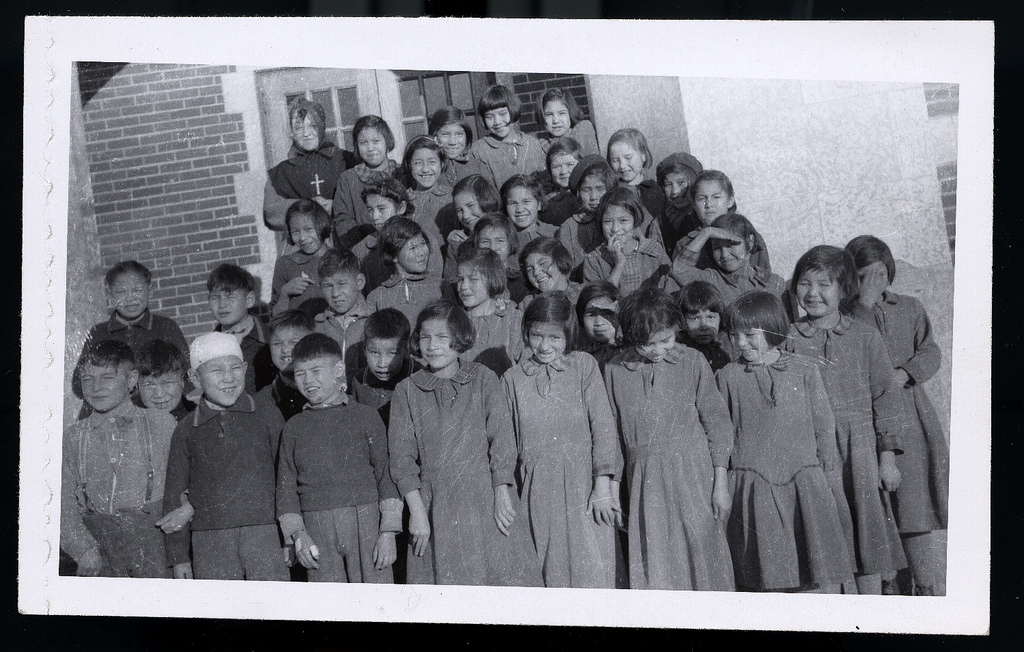
الطلاب في مدرسة بلو كويلز السكنية في ألبرتا

في 1960s ، مواجهة كبرى جرت في السرج بحيرة الاحتياطي في ألبرتا. بعد عدة سنوات من تدهور الأوضاع والتغييرات الإدارية الآباء احتجاجا على انعدام الشفافية في الزرقاء الريشات المدرسة الهندية في عام 1969. في استجابة الحكومة قررت إغلاق المدرسة ، تحويل المبنى إلى مقر تسجيل الطلاب في المدارس العامة Smith، Joanna (December 15, 2015). "Truth and Reconciliation Commission's report details deaths of 3,201 children in residential schools". Toronto Star. تمت أرشفته من الأصل في August 26, 2016. اطلع عليه بتاريخ November 27, 2016.Smith، Joanna (15 ديسمبر 2015). "Truth and Reconciliation Commission's report details deaths of 3,201 children in residential schools". Toronto Star. مؤرشف من الأصل في 2016-08-26. اطلع عليه بتاريخ 2016-11-27. بعيدا في سانت بول بولاية ألبرتا. تقرير لجنة الحقيقة والمصالحة المتعلقة بهذه الفترة:
خوفا من أن يتعرض أطفالهم للتمييز العنصري في سانت بول ، يرغب الوالدان في رؤية المدرسة تنقل إلى مجتمع خاص يعمل كمدرسة ومكان إقامة. كانت الحكومة الفيدرالية منفتحة على مثل هذا النقل إذا تم تنظيم منظمة الأمم الأولى كقسم للمدارس الإقليمية. ورفضت الأمم الأولى هذا ، قائلة إن نقل تعليم الأمم الأولى إلى سلطة المقاطعة كان انتهاكا لحقوق المعاهدة.                                                                                    
.في صيف عام 1970، احتل أعضاء من مجتمع Saddle Lake المبنى وطالبوا بالحق في إدارته بأنفسهم. يُعتقد أن أكثر من 1000 شخص شاركوا في دورة الاعتصام التي استمرت 17 يومًا ، والتي استمرت من 14 يوليو إلى 31 يوليو:89–90 وقد أسفرت جهودهم عن أن تصبح Blue Quills أول مدرسة تديرها الشعوب الأصلية في البلاد. أنها لا تزال تعمل اليوم جامعة nuhelot'įne thaiyots'į nistameyimâkanak الأزرق الريشات ‏أول الأصلية-تنظم جامعة ‏ في كندا. بعد نجاح الأزرق الريشات الجهد الوطني الهندي "الإخوان" ‏ (بنك الاستثمار القومي) صدر في عام 1972 الورقة الهندية للتحكم في التعليم الهندي التي ردت ، جزئيا ، على الحكومة الكندية عام 1969 ورقة بيضاء ‏ تدعو إلى إلغاء المعاهدات المرقمة الهندية القانون. بنك الاستثمار القومي أكدت ورقة على حق مجتمعات السكان الأصليين في توجيه كيفية تعليم أطفالهم محليًا وتقديمهم كمرجع متكامل لسياسة التعليم في المستقبل.

### فقدان اللغة والثقافة
على الرغم من التشجيع للحفاظ على اللغات الأصلية على قيد الحياة كانت موجودة في بعض المدارس ، مفتاح تكتيك يستخدم لاستيعاب أطفال الشعوب الأصلية في المجتمع الكندي كان لقمع الشعوب الأصلية في اللغات والثقافة. العديد من الطلاب تكلم لغة أسرهم بطلاقة عندما دخلت لأول مرة السكنية والمدارس. المعلمين استجاب بشكل صارم استخدام هذه اللغات على الرغم من العديد من الطلاب بعد القليل أو لا فهم اللغة الإنجليزية أو الفرنسية. الممارسة التقليدية والروحية الأنشطة بما في ذلك احتفالية والرقص الشمس أيضا المحظورة. بعض الناجين أفادوا بأنهم مربوطة أو أجبروا على أكل الصابون عندما تم القبض عليهم التحدث بلغتهم. عدم القدرة على التواصل بمزيد من المتضررين من أسرهم عجزكم على التحدث باللغة الإنجليزية أو الفرنسية. عند مغادرة السكنية المدرسة بعض الناجين شعرت بالخجل لكونها الأصلية كما كانت مصنوعة لعرض التقليدية الهويات قبيحة وقذرة."Kathleen Wynne officially apologizes to Indigenous communities for 'generations of abuse'". CBC News. CBC News. 30 مايو 2015. مؤرشف من الأصل في 2016-07-03. اطلع عليه بتاريخ 2016-06-28.
وصمة العار التي تم إنشاؤها بواسطة نظام المدارس الداخلية بشأن انتقال من ثقافة السكان الأصليين من قبل شيوخ الأجيال الشابة وقد تم ربط إلى أكثر من تمثيل لغات الشعوب الأصلية على قائمة اللغات المهددة في كندا. لجنة الحقيقة والمصالحة وأشار إلى أن غالبية من 90 لغات الشعوب الأصلية لا تزال في الوجود هي «تحت تهديد خطير من الانقراض».:202 مع الأجداد كبيرة تمثل مكبرات الصوت فقط من العديد من اللغات الأصلية ، وخلص إلى أن فشل الحكومات والمجتمعات الأصلية أولويات التدريس والحفاظ على اللغات التقليدية أن تكفل ، على الرغم من إغلاق المقيم في المدارس والقضاء على ثقافة السكان الأصليين المطلوب من قبل المسؤولين الحكوميين والإداريين حتما تتحقق «من خلال عملية نظامية الإهمال».:202
المطران مايكل أقرانهم اعتذر السكنية المدرسة الناجين ، نيابة عن الكنيسة الأنغليكانية في كندا في 6 أغسطس عام 1993، على الصعيدين الوطني الأصلية الدعوة في Minaki, أونتاريو. في العام التالي الكنيسة المشيخية في كندا اعتمدت على اعتراف في دورته ال120 الجمعية العامة في تورونتو يوم 5 يونيو ، وإذ تدرك دورها في المدارس الداخلية والاستغفار. اعتراف قدمت يوم 8 أكتوبر خلال حفل أقيم في وينيبيغ.
في عام 2004, على الفور قبل توقيع أول بروتوكول السلامة العامة مع جمعية الأمم الأولى شرطة الخيالة الملكية الكندية (RCMP) مفوض جوليانو Zaccardelli اعتذارا باسم شرطة الخيالة الملكية الكندية عن دورها في نظام المدارس الداخلية للهنود: «نحن لم مفوض شرطة الخيالة الملكية الكندية ، أنا آسف حقا على ما الدور لعبنا في نظام المدارس الداخلية والاعتداء الذي وقع في منطقة سكنية.»
رئيس الوزراء هاربر اعتذار استبعاد نيوفاوندلاند ولابرادور كما ذكر أن الحكومة لا ينبغي أن تكون مسؤولة عن ما قبل اتحاد الإجراءات. المدارس الداخلية في نيوفاوندلاند ولابرادور في سانت أنتوني، كارترايت، شمال غرب النهر، نايين و Makkovik. هذه المدارس التي تديرها الدولية جرنفل الرابطة الألمانية Monrovian المبشرين. الحكومة بأنه بسبب هذه المدارس لم تنشأ تحت رعاية قانون الهنود كانوا غير صحيح السكنية والمدارس. أكثر من 1000 الناجين اختلف دعاوى قضائية ضد الحكومة بالتعويض في عام 2007. بحلول الوقت الدعوى استقر في عام 2016، ما يقرب من عقد من الزمان في وقت لاحق ، العشرات من المدعين قد مات. وكان من المتوقع أن يصل إلى 900 الطلاب السابقين سيتم التعويض.
في 24 نوفمبر عام 2017، رئيس الوزراء جاستن ترودو إصدار اعتذار رسمي السابق الإينو، الاسكيمو و NunatuKavut المدرسة الناجين وأسرهم خلال حفل أقيم في وادي سعيد-Goose Bay, لابرادور. اعترف أن الطلاب من ذوي الخبرة متعددة الأشكال التي تربط بين العلاج إلى الاستعمارية تفكر ان شكل النظام المدرسي. ترودو اعتذار وردت باسم السكنية المدرسة الناجين من توبي Obed الذي لفق اعتذار كجزء أساسي من عملية الشفاء التي ترتبط الناجين من نيوفاوندلاند ولابرادور مع المدرسة الحضور من جميع أنحاء البلاد. أعضاء إنو الأمة كانوا أقل تقبلا رفض الاعتذار قبل الحفل. الكبير كبير غريغوري الغنية وأشار في بيان صادر عنه أنه «غير راض أن كندا يفهم بعد ما فعلته الإينو وما تزال تفعل»، مشيرا إلى أن أعضاء شعرت أنها تستحق اعتذارا عن أكثر من خبراتهم في المدارس الداخلية.

### المحافظات
في 22 يونيو 2015, راشيل منشغل، رئيس الوزراء من مقاطعة ألبرتا، إصدار اعتذار رسمي بوصفه البيان الوزاري في محاولة البدء في معالجة الأخطاء التي ارتكبت من قبل الحكومة إلى الشعوب الأصلية ألبرتا والباقي من كندا. نوتلي الحكومة المحلية دعت الحكومة الاتحادية إلى إجراء تحقيق بشأن اختفاء وقتل نساء الشعوب الأصلية في كندا في نفس الوقت. وذكروا أيضا عزمها على بناء علاقات مع قادة المقاطعات من الشعوب الأصلية والمجتمعات تسعى إلى تعديل المناهج في المحافظات لتشمل تاريخ الثقافة الأصلية.
في 18 يونيو / حزيران عام 2015، مانيتوبا رئيس الوزراء جريج Selinger أصبح أول سياسي إلى إصدار اعتذار رسمي عن دور الحكومة في الستينات حلج القطن. الطبقة العمل دعاوى قضائية قد رفعت ضد وساسكاتشوان ومانيتوبا وأونتاريو الحكومات الضرر لضحايا نطاق واسع اعتماد المخطط الذي شهد الآلاف من أطفال الشعوب الأصلية قسرا عن والديهم في 1960s. من زعماء السكان الأصليين رد مصرا على أنه في حين أن الاعتذارات رحب العمل – بما في ذلك الفيدرالية اعتذار جمع شمل الأسر التعويض والمشورة للضحايا – يجب أن تصاحب الكلمات بالنسبة لهم أن يكون لها معنى حقيقي.
أونتاريو رئيس الوزراء كاثلين وين اعتذر نيابة عن حكومة المقاطعة عن الضرر الذي لحق بهم في المدارس الداخلية في الجمعية التشريعية أونتاريو في 30 مايو 2016. يؤكد أونتاريو التزام المصالحة مع الشعوب الأصلية واعترفت النظام المدرسي بأنها «واحدة من أبشع فصول في التاريخ الكندي». في 105 دقيقة حفل وين أعلنت حكومة أونتاريو ستنفق مبلغ 250"Aboriginal Healing Foundation closes after 16 years" (PDF). Aboriginal Healing Foundation. 30 سبتمبر 2014. مؤرشف (PDF) من الأصل في 2016-09-14. اطلع عليه بتاريخ 2017-02-18.مليون دولار على مبادرات التعليم وإعادة تسمية وزارة شؤون الشعوب الأصلية في وزارة الأصلية العلاقات والمصالحة. وأعلن كذلك أن الأسبوع الأول من تشرين الثاني / نوفمبر سيكون المعروفة باسم المعاهدات الاعتراف الأسبوع.

### جامعة
في 27 تشرين الأول، 2011, جامعة مانيتوبا الرئيس ديفيد بارنارد اعتذر لجنة الحقيقة والمصالحة للمؤسسة دور في تثقيف الناس الذين تعمل نظام المدارس الداخلية. ويعتقد أن هذا هو أول مرة في الجامعة الكندية قد اعتذر عن لعب دورا في المدارس الداخلية.

في عام 2009, رئيس فونتين كان في لقاء خاص مع البابا بنديكتوس السادس عشر إلى الحصول على اعتذار عن التجاوزات التي حدثت في النظام المدرسي. فونتين كان يرافقه في الاجتماع وفد من الشعوب الأصلية في كندا والممولة من قبل وزارة شؤون شعوب الهنود والشمال. وعقب الاجتماع الفاتيكان رسميا التعبير عن الحزن على دور الكنيسة في المدارس الداخلية:

قداسة [أي البابا] وذكر أنه منذ الأيام الأولى من وجودها في كندا، الكنيسة، لا سيما خلال التبشيرية الموظفين عن كثب وقد رافق الشعوب الأصلية.
بالنظر إلى معاناة بعض الأطفال من الشعوب الأصلية من ذوي الخبرة الكندية نظام المدارس الداخلية، وعبر الأب الأقدس عن حزنه في المعاناة الناجمة عن التصرف المشين من بعض أعضاء الكنيسة وعرض تعاطفه وتقوى التضامن. قداسة أكد أن الاعتداءات لا يمكن أن يكون مقبولا في المجتمع. كان يصلي أن جميع المتضررين تجربة الشفاء ، وحث الشعوب على مواصلة التحرك إلى الأمام مع تجدد الأمل.

في 29 مايو عام 2017، رئيس الوزراء جاستن ترودو طلب الحالي البابا فرانسيس عن اعتذار علني إلى جميع الناجين من نظام المدارس الداخلية بدلا من التعبير عن الحزن الصادرة في عام 2009. طلب تتماشى مع الحقيقة والمصالحة «اعتذار رسمي أصدره البابا إلى الناجين من نظام المدارس الداخلية الروحية والثقافية والعاطفية والجسدية والجنسية الكندية الأمم الأولى والإنويت والملونات الشعوب». ترودو دعا البابا إلى إصدار اعتذار في كندا. على الرغم من عدم التزام هذه باعتذار أعقب الاجتماع ، وأشار إلى أن البابا أشار إلى التزام مدى الحياة دعم المهمشين ومصلحة في العمل بالتعاون مع ترودو الكندية الأساقفة لإنشاء الطريق إلى الأمام.

## المصالحة

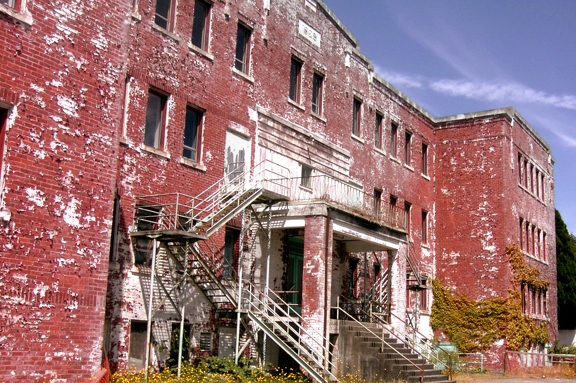
السابق سانت مايكل السكنية المدرسة في حالة تأهب Bay, British Columbia. سابقا يقف على الأراضي التقليدية 'Namgis الأمة الأولى كانت هدمت في شباط / فبراير 2015.

في صيف عام 1990، الموهوك من Kanesatake تواجه الحكومة عن عدم احترام الشعوب الأصلية في الأراضي المطالبات تعترف التقليدية الموهوك أراضي في أوكا, Quebec. المشار إليها من قبل وسائل الإعلام كما أوكا الأزمة ، أرض النزاع أثار حاسما النقاش حول الحكومة الكندية التهاون بشأن العلاقات مع الشعوب الأصلية والمجتمعات المحلية الردود على مخاوفهم. العمل ثم دفعت رئيس الوزراء بريان مولروني أن نؤكد أربعة المسؤوليات الحكومية: «تسوية المطالبات المتعلقة بالأراضي ؛ وتحسين الظروف الاقتصادية والاجتماعية على احتياطيات; تحديد علاقة جديدة بين الشعوب الأصلية والحكومات ؛ ومعالجة شواغل كندا الأصليين الشعوب المعاصرة في الحياة الكندية.»"Information: IAP Statistics". الهندn Residential Schools Adjudication Secretariat. مؤرشف من الأصل في 2016-11-10. اطلع عليه بتاريخ 2017-04-10. تصرفات مجتمع الموهوك أعضاء أدى ، في جزء منه ، إلى جانب اعتراضات من قادة الشعوب الأصلية بشأن اتفاق بحيرة ميتش، إنشاء اللجنة الملكية المعنية بالشعوب الأصلية إلى فحص حالة الشعوب الأصلية في كندا. في عام 1996، الهيئة الملكية قدم التقرير النهائي الأولى التي تضمنت الرؤية الهادفة والعمل على أساس المصالحة.:239–240

### التعويض المالي
في كانون الثاني / يناير 1998 الحكومة ببيان المصالحة بما في ذلك اعتذارا إلى أولئك الناس الذين كانوا جنسيا أو جسديا بينما كان يحضر المدارس الداخلية – وأنشأت الأصلية الشفاء مؤسسة (مؤسسة الحرمين). المؤسسة قدمت مبلغ 350 مليون دولار لتمويل المجتمعية الشفاء مشاريع معالجة إرث البدني والجنسي. في عام 2005 ميزانية الحكومة الكندية إضافيا قدره 40:262مليون دولار لدعم عمل مؤسسة الحرمين. الاتحادية تمويل المؤسسة قطعت في عام 2010 من قبل الحكومة ستيفن هاربر ، وترك 134 الوطنية الشفاء المبادرات المتصلة دون ميزانية تشغيلية. AHF مغلقة في عام 2014. السابق AHF المدير التنفيذي مايك DeGagne قال أن الخسارة من AHF دعم خلقت فجوة في التعامل مع النفسية والأزمات الصحية مثل حالات الانتحار في Attawapiskat الأمة الأولى.
في حزيران / يونيه 2001، أنشأت الحكومة الهندية السكنية والمدارس القرار كندا مستقلة دائرة حكومية لإدارة المدارس الداخلية. في عام 2003 البديلة لتسوية المنازعات (ADR) في عملية أطلقت كجزء من أكبر القرار الوطني الإطار والتي شملت الصحة تدعم الاحتفال مكون إستراتيجية التقاضي. كما هو موضح من قبل الهيئة ، ADR تصميم «عملية طوعية القرار من بعض المطالبات من الاعتداء الجنسي والاعتداء الجسدي ، والحبس القسري دون الحاجة إلى الذهاب من خلال عملية التقاضي المدني».:564 تم إنشاؤه من قبل الحكومة الكندية دون التشاور مع المجتمعات الأصلية أو السابق السكنية طلاب المدارس. ADR النظام أيضا مسؤولية الطلاب السابقين أن يثبت أن الاعتداء حدث كان متعمدا ، مما أدى إلى الطلاب السابقين إيجاد نظام من الصعب التنقل إعادة صدمة ، التمييزية. العديد من الناجين من جماعات الدعوة الأصلية السياسية منظمات مثل جمعية الأمم الأولى (AFN) وعملت ADR النظام المنحل. في عام 2004 جمعية الأمم الأولى أصدرت تقريرا تنتقد ADR مشددة ، ضمن أمور أخرى ، عدم الناجين أن تحصل تلقائيا على كامل مبلغ التعويض دون اللاحقة ربط ضد الكنيسة وعدم التعويض عن فقدان الأسرة ، اللغة والثقافة."Canada must confront 'cultural genocide' of residential schools, Truth and Reconciliation report says". CBC News. CBC News. 2 يونيو 2015. مؤرشف من الأصل في 2016-09-06. اطلع عليه بتاريخ 2016-08-31. في مجلس العموم الكندي اللجنة الدائمة لشؤون الشعوب الأصلية وتنمية المنطقة الشمالية أصدرت تقريرها الخاص في نيسان / أبريل 2005 العثور على ADR «بشكل مفرط مكلفة بشكل غير لائق تطبيق الفشل ، والتي الوزير والمسؤولين غير قادرين على رفع مقنعة الدفاع». {{استشهاد بخبر}}: استشهاد فارغ! (مساعدة) غضون شهر من الإفراج عن المحكمة العليا في كندا قرار منح المدرسة الحضور الحق في متابعة الطبقة العمل الدعاوى التي أدت في نهاية المطاف إلى حكومة استعراض عملية التعويض.:566
التعويضات أدى إلى المدارس الداخلية للهنود اتفاق التسوية (IRSSA)، أعلن في 8 مايو 2006، ويتم تنفيذه في أيلول / سبتمبر 2007. في ذلك الوقت ، كان هناك حوالي 86,000 المعيشة الضحايا. على IRSSA شملت تمويل AHF, الاحتفال، من أجل دعم الصحة والحقيقة والمصالحة البرنامج ، وكذلك الفرد تجربة مشتركة الدفع (CEP). أي شخص يمكن التحقق من أنه أقام في اتحاديا تشغيل الهندي المدارس الداخلية في كندا كان يحق CEP. مقدار التعويض على أساس عدد سنوات معين الطلبة السابقين يقيمون في المدارس الداخلية: 10، 000 دولار في السنة الأولى حضر (من ليلة واحدة المقيمين هناك إلى سنة دراسية كاملة) بالإضافة إلى 3000 دولار عن كل سنة بعد ذلك. {{استشهاد ويب}}: استشهاد فارغ! (مساعدة)
على IRSSA كما شمل التقييم المستقل عملية (IAP)، حسب الحالة ، من خارج المحكمة القرار عملية تهدف إلى تقديم تعويضات عن العنف الجنسي والجسدي والنفسي. IAP العملية بنيت على ADR البرنامج جميع الأكاديميات المطالبات من الطلاب السابقين يتم فحصها من قبل طبيب التحكيم. IAP أصبحت متاحة لجميع الطلاب السابقين من المدارس الداخلية في 19 سبتمبر / أيلول 2007. الطلاب السابقين الذين عانوا من الاعتداء يرغبون في الحصول على تعويض أن تطبيق بأنفسهم أو بواسطة محام من اختياره لتلقي النظر. الموعد النهائي لتطبيق IAP سبتمبر 19, 2012. هذا وقدم الطلاب السابقين السكنية المدارس أربع سنوات من تاريخ التنفيذ من IRSSA لتطبيق IAP. المطالبات التي تنطوي على الإيذاء البدني والجنسي تم تعويض يصل إلى $275,000. بحلول نهاية كانون الثاني / يناير 2017، IAP قد حل 36,538 المطالبات المدفوعة بمبلغ 3.1 {{استشهاد بخبر}}: استشهاد فارغ! (مساعدة)مليار دولار في التعويض.

على IRSSA المقترح أيضا الدفع مقدما عن الطلاب السابقين على قيد الحياة والذين كانوا 65 عاما وما فوق اعتبارا من 30 مايو 2005. الموعد النهائي لاستقبال الدفعة شكل IRSRC كان في 31 ديسمبر 2006. بعد عملية قانونية ، بما في ذلك فحص IRSSA محاكم المقاطعات والأقاليم الكندية «الانسحاب» الفترة حدث. خلال هذا الوقت، الطلاب السابقين من المدارس الداخلية قد رفض الاتفاق إذا لم نتفق مع التصرفات. هذا الانسحاب الفترة المنتهية في آب / أغسطس 20, 2007, مع حوالي 350 الطلاب السابقين الانسحاب. على IRSSA كان أكبر فئة إجراءات التسوية في التاريخ الكندي. بحلول كانون الأول / ديسمبر عام 2012، إجمالية قدرها 1.62 مليار دولار تم دفع إلى 78,750 الطلاب السابقين 98% من 80,000 الذين كانوا مؤهلين. في عام 2014، IRSSA الأموال المتبقية من مركز دراسات السياسات الأوروبية عرضت التعليمية اعتمادات الناجين وأسرهم.

### الحقيقة والمصالحة

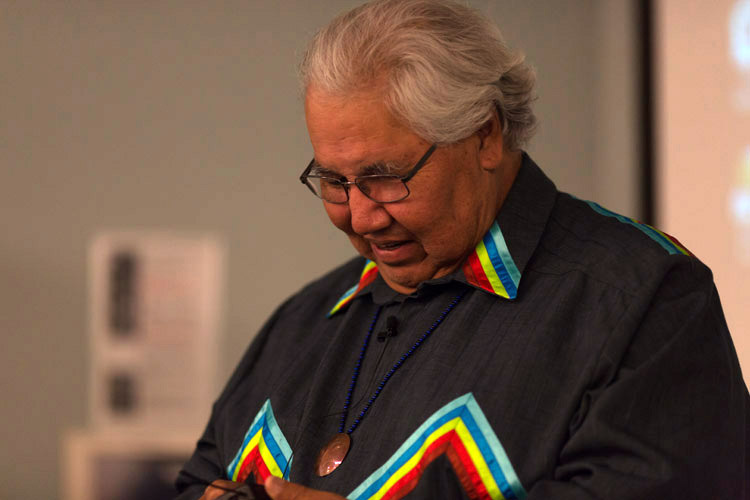
العدالة موراي سنكلير في 2015 Shingwauk جمع مؤتمر في جامعة Algoma

في عام 2008 لجنة الحقيقة والمصالحة (TRC) تأسست السفر عبر كندا جمع شهادات المتضررين من النظام المدرسي. حوالي 6000 الأصلية الناس قال قصصهم. لجنة الحقيقة والمصالحة التي أبرمت في عام 2015 مع نشر ستة حجم 4,000-plus-الصفحة التقرير تفاصيل شهادات الناجين من الوثائق التاريخية من الوقت. وركز على أهمية الانتقال «من اعتذار إلى العمل»:262 لتحقيق مصالحة حقيقية وأسفرت عن إنشاء المركز الوطني للحقيقة والمصالحة.
الموجز التنفيذي للجنة الحقيقة والمصالحة إلى أن الاستيعاب بلغت الإبادة الثقافية.:1 غموض الصياغة يسمح تفسير الفيزيائية والبيولوجية الإبادة الجماعية كما حدث. لجنة الحقيقة والمصالحة لم يكن مأذونا نستنتج أن الفيزيائية والبيولوجية الإبادة الجماعية حدثت مثل هذه النتيجة تعني المسؤولية القانونية من الحكومة الكندية التي من شأنها أن يكون من الصعب إثباته. ونتيجة لذلك ، فإن النقاش حول ما إذا كانت الحكومة الكندية أيضا ارتكبت الفيزيائية والبيولوجية الإبادة الجماعية ضد السكان الأصليين لا تزال مفتوحة.
من بين 94 يدعو إلى العمل الذي رافق اختتام لجنة الحقيقة والمصالحة توصيات لضمان أن جميع الكنديين المتعلمين على بينة من نظام المدارس الداخلية.:175–176 العدالة موراي سنكلير وأوضح أن التوصيات لم تكن تهدف إلى دفع العمل الحكومي، ولكن بدلا من ذلك الجماعي التحرك نحو المصالحة في جميع الكنديين بدور: «لدينا العديد من العناصر ، لدينا العديد من التوصيات العديد من يدعو إلى العمل هي في الواقع تهدف إلى المجتمع الكندي.»
الحفاظ على الوثائق من تراث السكنية المدارس كما سلط الضوء كجزء من لجنة الحقيقة والمصالحة يدعو إلى العمل. الجماعات المحلية وغيرها من أصحاب المصلحة مختلفة دافع عن توثيق أو تدمير الأدلة والشهادات السكنية المدرسة التجاوزات. في نيسان / أبريل 4, 2016, أونتاريو محكمة الاستئناف قضت بأن الوثائق المتعلقة IAP المستوطنات سيتم تدميرها في 15 عاما إذا المطالبات الفردية لا طلب وثائق من الأرشيف. هذا القرار كان خاض من قبل الهيئة وكذلك الحكومة الاتحادية ، ولكن القول من قبل ممثلي الدينية.
في آذار / مارس عام 2017، لين Beyak ، وهو عضو محافظ في مجلس الشيوخ اللجنة الدائمة للشعوب الأصلية ، عن الرفض النهائي للجنة الحقيقة والمصالحة التقرير قائلا أنه قد تم حذفها «وفرة الخير» التي كانت موجودة في المدارس. على الرغم من أن Beyak الحق في حرية التعبير عن طريق بعض أعضاء مجلس الشيوخ المحافظين ، التعليقات انتقادات واسعة من قبل أعضاء المعارضة من بينهم وزير الأصلية الشمالية الشؤون، كارولين بينيت ، زعيم الحزب الديمقراطي الجديد، توم Mulcair. الكنيسة الأنجليكانية أيضا أثار مخاوف مشيرا في بيان يوقع الأساقفة فريد Hiltz ومارك ماكدونالد: «لم يكن هناك شيء جيد عن الأطفال المفقودين ولا التقرير أن يودع. لم يكن هناك شيء جيد حول دفن الأطفال في قبور مجهولة بعيدا عن ديارهم.» في رد حزب المحافظين القيادة إزالة Beyak من لجنة مجلس الشيوخ يؤكد أن التعليقات لا تتماشى مع آراء الحزب.

### الكنيسة المشاريع
أربع كنائس IRSSA المتحدة، الرومانية الكاثوليكية الإنجيلية المشيخية الكنائس – وافق على المشاركة في عملية المصالحة بين السكان الأصليين والمستوطنين الكنديين. كانوا متورطين في تمويل مختلف المشاريع والخدمات التي تساعد السابق السكنية لطلاب المدارس وأسرهم في الشفاء من الصدمة الناجمة عن المدارس. الكنيسة الأنغليكانية في كندا إعداد الأنجليكانية الشفاء الصندوق في 1990s للرد على الحاجة المستمرة إلى الشفاء المتعلقة السكنية والمدارس. في 2000s المتحدة الكنيسة أسس العدالة والمصالحة صندوق لدعم الشفاء مبادرات الكنيسة المشيخية أنشأت الشفاء & المصالحة البرنامج.
الكنائس كما تشارك في مبادرات المصالحة مثل العودة إلى روح: سكني مدرسة الشفاء والمصالحة برنامج عمل يهدف إلى توحيد الشعوب الأصلية وغير الأصلية الناس من خلال مناقشة تراث السكنية المدارس وتعزيز بيئة بالنسبة لهم للتواصل وتطوير التفاهم المتبادل. في عام 2014، الحكومة الاتحادية يعد التبرع بأموال الشعوب الأصلية والمنظمات الصحية مثل مؤسسة الحرمين الوطنية الأصلية. ومنذ ذلك الحين المزيد من الضغوط على الكنائس للحفاظ على مشاركتهم الفعالة في هذه جهود الشفاء.

### المبادرات التعليمية
بالنسبة للعديد من المجتمعات من وجود المباني التي تقيم سابقا السكنية المدارس الصدمة تذكير نظام الإرث، وكان هناك الكثير من النقاش حول هدم التراث حالة إمكانية إدراج المواقع في عملية الشفاء.
في يوليو / تموز 2016، أعلن أن المبنى السابق الموهوك معهد السكنية المدرسة سيتم تحويلها إلى مركز تعليمي مع المعارض على إرث من المدارس الداخلية. أونتاريو وزير الأصلية العلاقات والمصالحة ، ديفيد زيمر، وأشار: «وجودها سوف يكون دائما تذكير من الاستعمار والعنصرية نظام المدارس الداخلية ، واحدة من أحلك فصول من التاريخ الكندي.»
جهود المصالحة كما تم الاضطلاع بها من قبل العديد من الجامعات الكندية. في 2015 Lakehead جامعة وجامعة وينيبيغ قدم دورة إلزامية شرط لجميع طلاب المرحلة الجامعية التي تركز على ثقافة الشعوب الأصلية التاريخ. في نفس العام جامعة ساسكاتشوان استضافت يومين المنتدى الوطني في الجامعة الكندية المسؤولين والعلماء أعضاء المجتمعات الأصلية مناقشة كيفية الجامعات الكندية يمكن أن تستجيب لجنة الحقيقة والمصالحة يدعو إلى العمل.
في 1 أبريل 2017، 17 متر (56 قدم) القطب بعنوان المصالحة القطب ، أثيرت على أساس من جامعة بريتيش كولومبيا (UBC) فانكوفر الحرم الجامعي، الذي يجلس على unceded أراضي Musqueam الناس. منحوتة من هيدا السيد كارفر وراثية رئيس 7idansuu (Edenshaw), جيمس هارت ، القطب يحكي قصة نظام المدارس الداخلية قبل وأثناء وبعد العملية. ويضم الآلاف من النحاس المسامير المستخدمة لتمثيل الأطفال الذين ماتوا في الكندي السكنية والمدارس تصوير السكنية المدرسة الناجين منحوتة من الفنانين من عدة مجتمعات الشعوب الأصلية. بينهم الكندية فرد من شعب الإينويت يلقي مدير زكريا Kunuk, Maliseet الفنان شين Perley-Dutcher ، Muqueam الساحل ساليش الفنانة سوزان نقطة.
في تشرين الأول / أكتوبر 2016, الكندي المغني وكاتب الاغاني جورد Downie صدر المسار السري, مفهوم ألبوم عن Chanie Wenjackالصورة الهروب والموت. كان يرافقه رواية وفيلم الرسوم المتحركة ، بثت على قناة سي بي سي التلفزيونية. جميع العائدات تذهب إلى جامعة مانيتوبا'ق مركز الحقيقة والمصالحة. بعد وفاته في تشرين الأول / أكتوبر عام 2017، Downie شقيق مايك وقال انه كان على بينة من 40، 000 المعلمين الذين استخدموا المواد في صفوفهم ، وأعرب عن أمله في أن يستمر هذا. في كانون الأول / ديسمبر عام 2017، Downie بعد وفاته اسمه الكندية صانع الأخبار من السنة من قبل الصحافة الكندية ، في جزء منه بسبب عمله مع جهود المصالحة للناجين من المدارس الداخلية.